# Struma (flod)
Struma, eller Strymónas (bulgarsk: Струма, græsk: Στρυμόνας), er en flod der løber i Bulgarien og Grækenland. Det antikke græske navn var Strymōn (græsk: Στρυμών). Dens afvandingsområde er på 10.898 km². Floden der har sin kilde i Vitosja–bjergene i nærheden af Sofia, løber først vestover, så mod syd, og går ind i græsk territorium ved landsbyen Kula og løber ud i den Strymoniske Bugt i det  Thrakiske Hav i den  nordlige del af det Ægæiske Hav, nær Amphipolis i den regionale enhed Serres. Floden er 415 kilometer lang, hvoraf de 290 km er i Bulgarien. Den er Bulgariens femte længste flod.